# 巴拿马人民党
巴拿马人民党（西班牙語：Partido del Pueblo de Panamá，缩写为PPP）是巴拿马的一个共产主义政党。

## 历史
1930年4月4日，该党成立，取名为巴拿马共产党，并加入共产国际。成立初期，该党开展农民运动，并经历3次内部分裂。1943年9月，受白劳德主义影响，该党解散；同年12月23日，该党重建为合法政党，并改用现名。
1951年，该党通过纲领和章程，明确自身为马克思列宁主义政党，并认为当时的巴拿马是一个半被占领的、半资本主义的国家，必须开展以实现社会主义为目标的民族解放革命，革命的第一阶段是建立人民民主政府，实现巴拿马运河国有化。
1968年，该党遭到镇压。1973年，在该党的五届二中全会上，提出支持奥马尔·托里霍斯政权的新战略方针。1980年6月，该党提出争取彻底民族解放和人民民主的总路线，决定走从进步民主向人民民主过渡的道路，继续为实现彻底的民族解放和社会经济改革而奋斗，摆脱资本主义的发展方向。
1981年8月，该党获得合法地位，一些成员进入政府机关担任重要职务。
1991年7月1日，该党失去注册政党地位。